# بونده (آلمان)
بونده (به آلمانی: Bunde) یک شهر در آلمان است که در لر واقع شده‌است. بونده ۷٬۵۵۵ نفر جمعیت دارد.